# 剑桥大学默里·爱德华兹学院
剑桥大学默里·爱德华兹学院（英語：Murray Edwards College, Cambridge） 是剑桥大学的一所女子学院。此学院成立时並没有捐款人，因此并未像其他学院般用捐款人名字命名，原名新学堂（New Hall，另譯紐霍學院）。在2008年6月，校友罗斯·爱德华兹和丈夫史蒂夫·爱德华兹向学院捐贈3000万英镑，成為學院的捐款人。學院为了纪念学院首任院长露斯瑪莉·默里以及捐款人爱德华兹夫婦，決定易名为默里·爱德华兹学院。

## 歷史
新學堂於1954年成立。當時，剑桥大学招收女本科生的比例在英国大学之中排行最末。而且，当时大学裏只有两所学院（格顿学院和纽纳姆学院）招收女性。默里·爱德华兹学院成為劍橋大學的第三所女子學院。學院成立時所有的資產只有一先令，只能臨時租一所在斯維爾街（達爾文學院現址）的房子，第一年只有十六個學生。成立早年，因宿位有限，所以只能取錄很少學生。
在1962年，達爾文的後人捐出祖傳的蘋果園給新學堂，因此才有一片土地去建造學院所需的院舍。新址位於亨廷登道，座落劍橋市中心以北約一英里的卡素坡上。院舍設計選用以倫敦巴比肯屋村聞名的張伯倫、鮑威爾與本恩公司。新學堂的院舍於1964年動土，於1965年落成，落成後能容納300個學生。
在1967年，新學堂的一個博士生约瑟琳·贝尔·伯奈尔在卡文迪许实验室用無線電望遠鏡發現了天文學上第一顆脈衝星。這項發現令伯奈爾的博士導師得到了諾貝爾物理學獎，也令伯奈爾成為牛津大學的天體物理學客座教授。
在1975年，學院的首任院長露斯瑪莉·默里女爵士成為劍橋大學的第一位女校長。繼任的兩位院長：安妮·倫斯代博士、和詹妮弗·巴恩斯博士，也成為了劍橋大學的副校長。
在1970至80年代，大部分原本僅限收取男生的劍橋學院也開始收取女生。從2007年起，牛津大學的最後一所女子學院聖希爾達學院正式接納男學生及教員。因此，劍橋大學成為英國唯一保留有女生學院的大學，包括：默里·愛德華兹學院、纽纳姆学院、和露西·卡文迪许学院。　但在默里·愛德華兹學院，教員是不限男女的。

## 學院纹章
新學院於1972年獲發皇家特許狀，規定學院纹章如下：
Sable a Dolphin palewise head downwards to the dexter in chief three Mullets fesswise a Bordure embattled Argent
這可譯為：黑色的背景，上用銀色。正中，直放一尾海豚，頭指向左下方。在上，三顆星向橫並排。纹章周邊鑲上城牆的圖案。
纹章周邊的城牆寓意默里·爱德华兹学院學院所處的蘋果園位於劍橋城北的卡素坡（Castle Hill，城堡山）上。三顆星取自默里家族的紋章。海豚代表年輕、敢於探索、勇於發現的精祌，以及親切而睿智的風度。

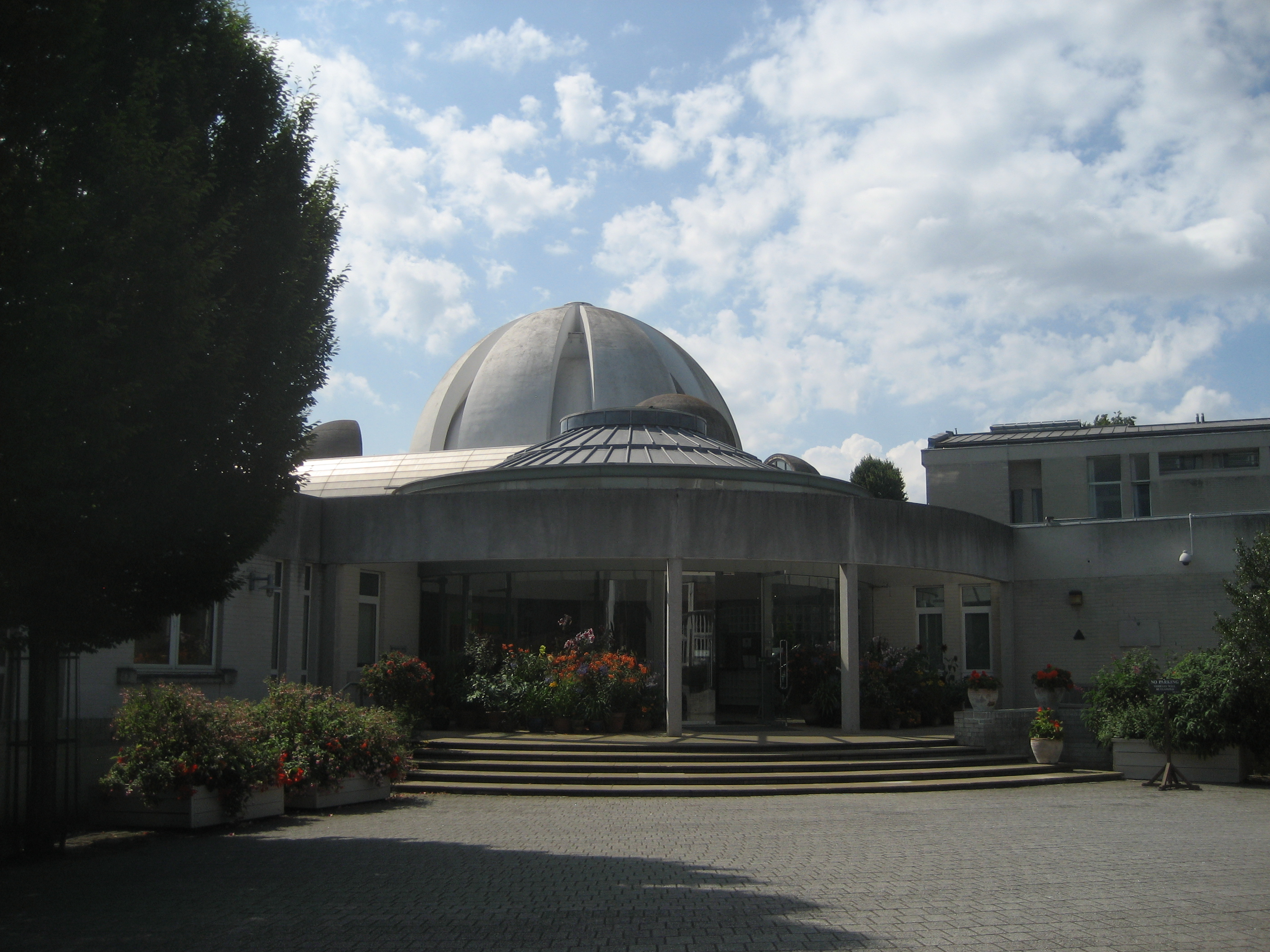
剑桥大学默里·爱德华兹学院
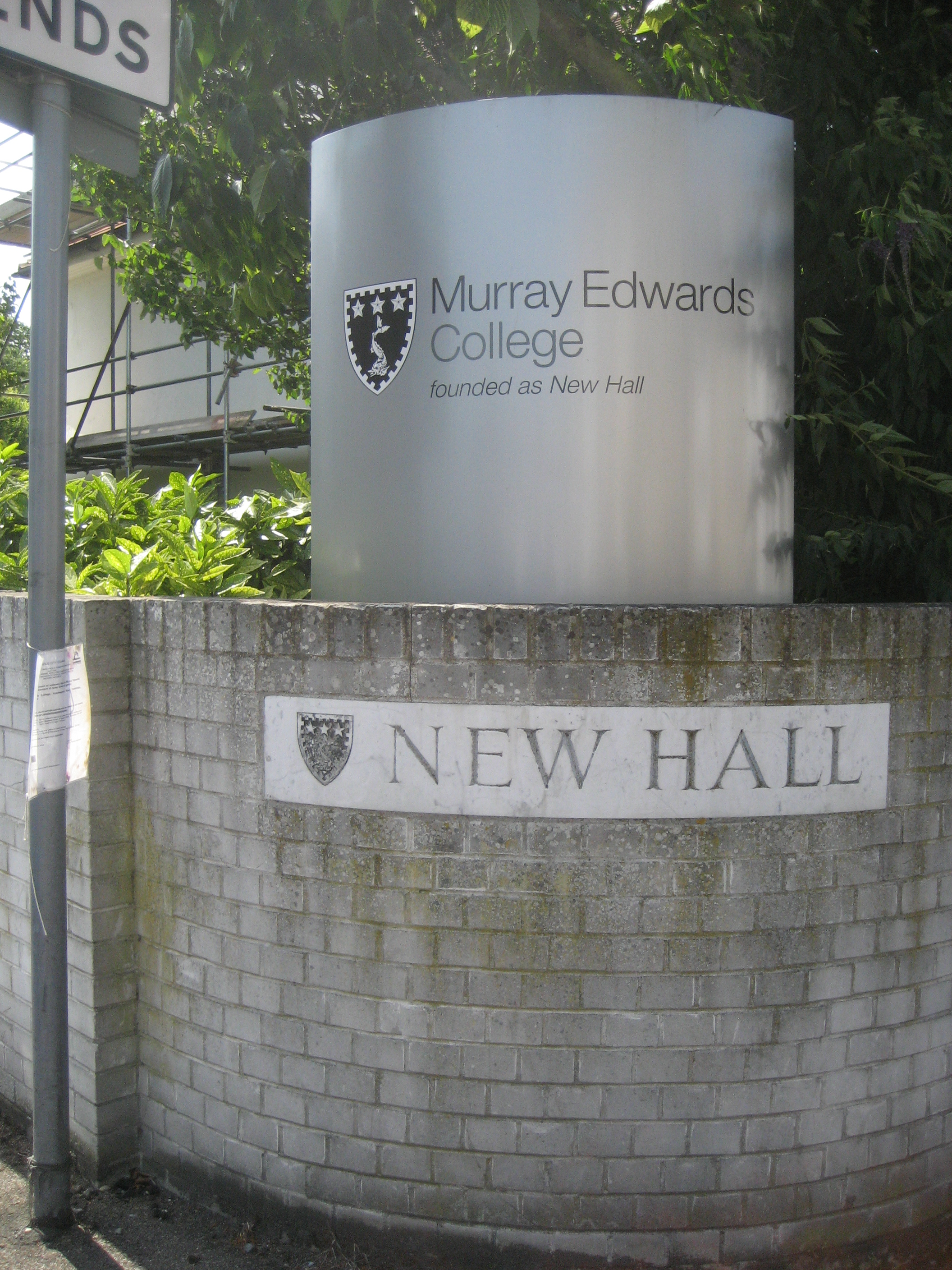
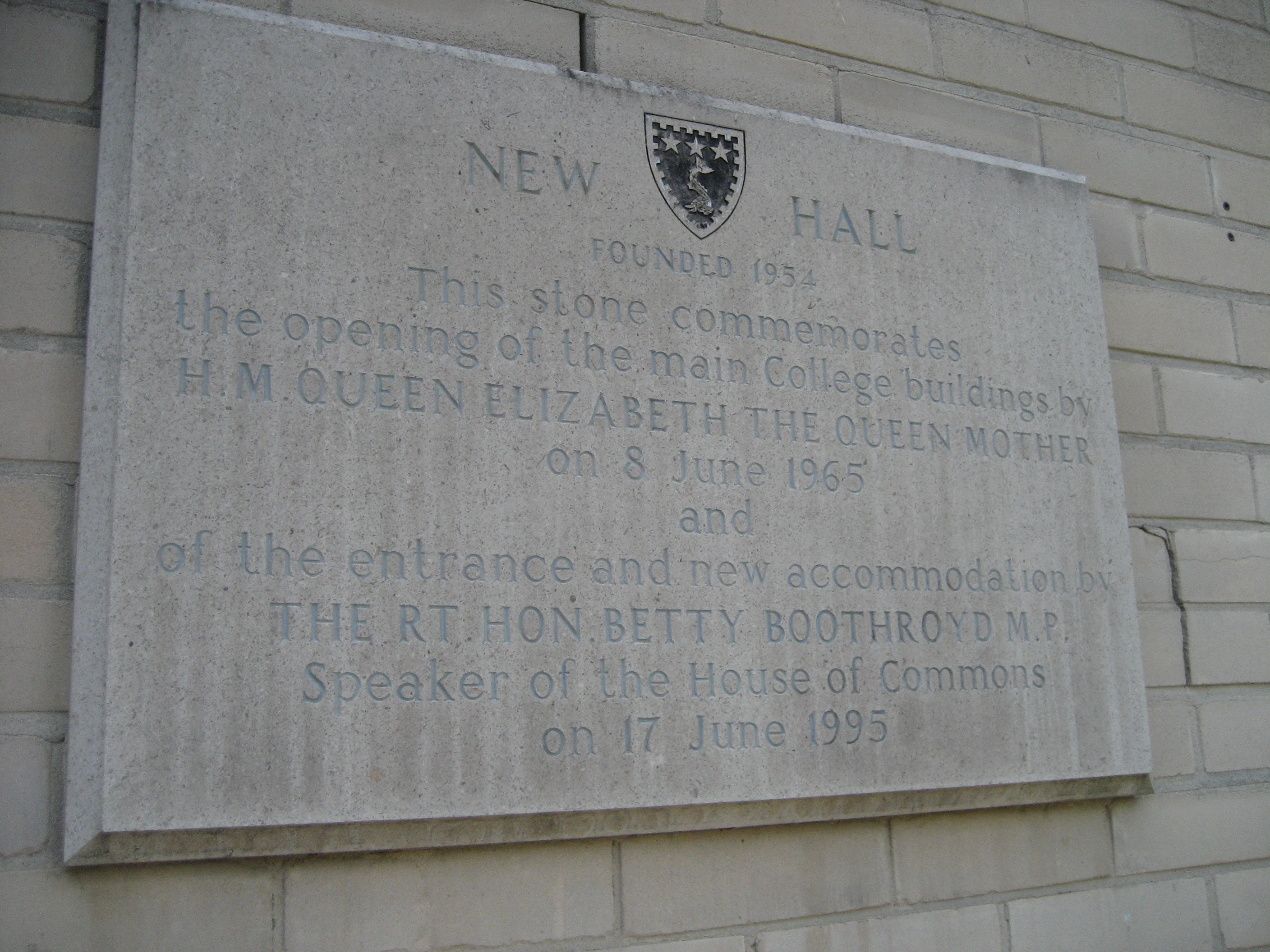